# ペーター・フェッチ

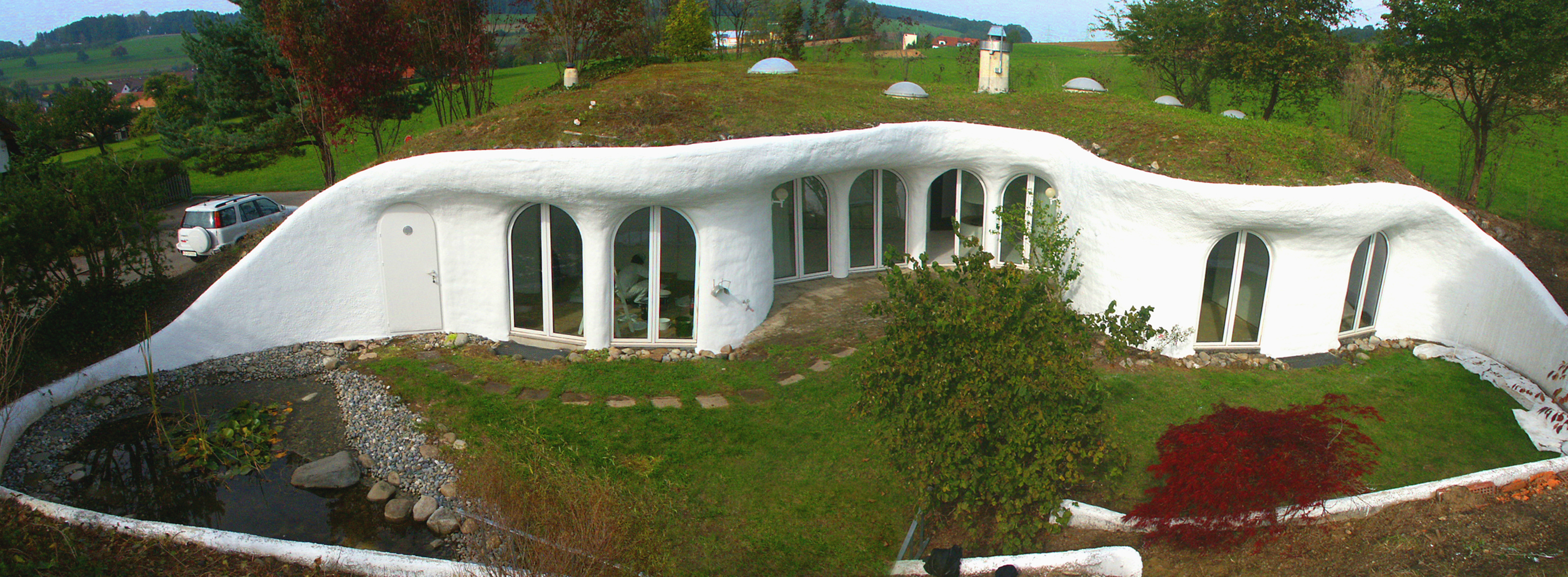
『大地の家』

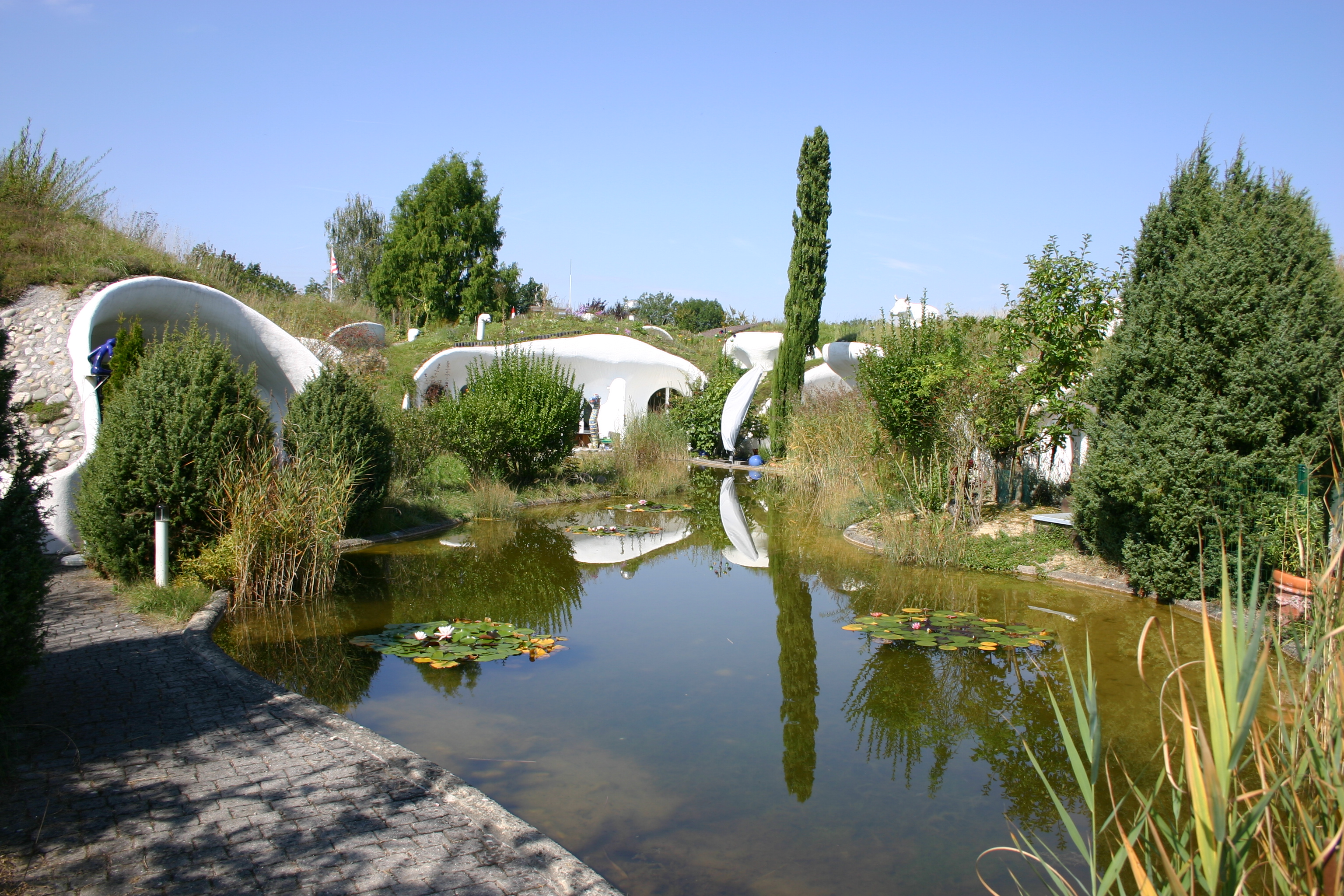
ディーティコンにおけるLättenstrasse

ペーター・フェッチ（Peter Vetsch、1943年3月14日 -　）は、スイスの建築家。『大地の家』で有名。

## 略歴
ヴィンタートゥールで構造設計の実習を行ない、ザンクト・ガレンの建築事務所に勤務した後、デュッセルドルフ美術アカデミーを1970年に卒業する。以後、ドイツやスイスの建築事務所で従事する。
1978年からディーティコンで建築事務所を構えた。

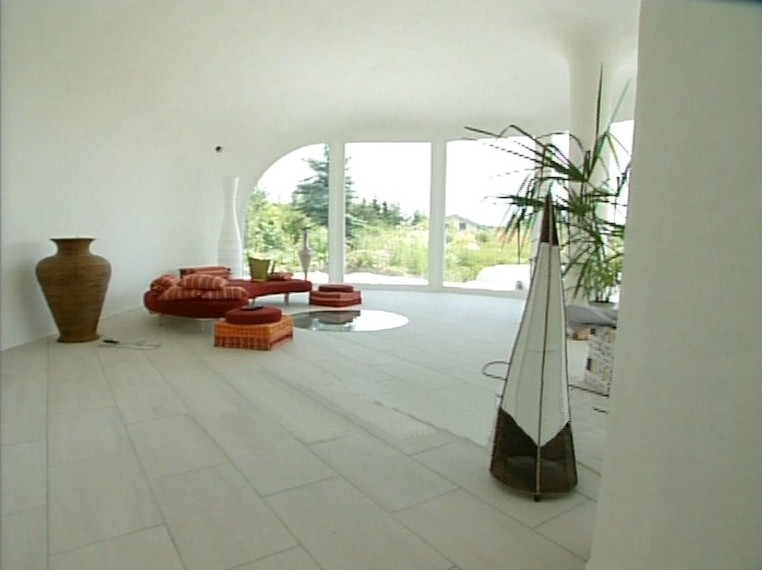
『大地の家』のインテリア
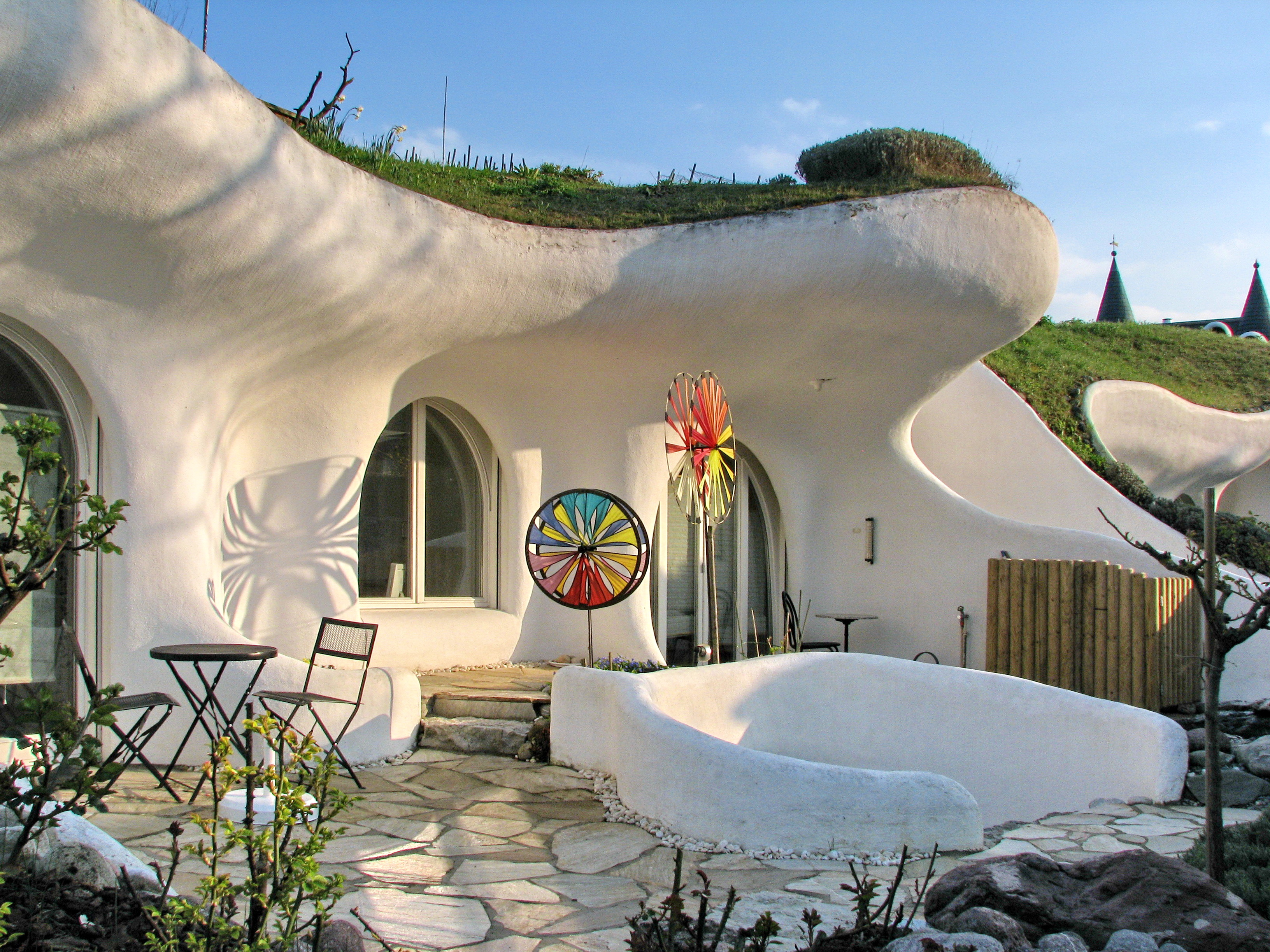
ディーティコンにおけるLättenstrasse
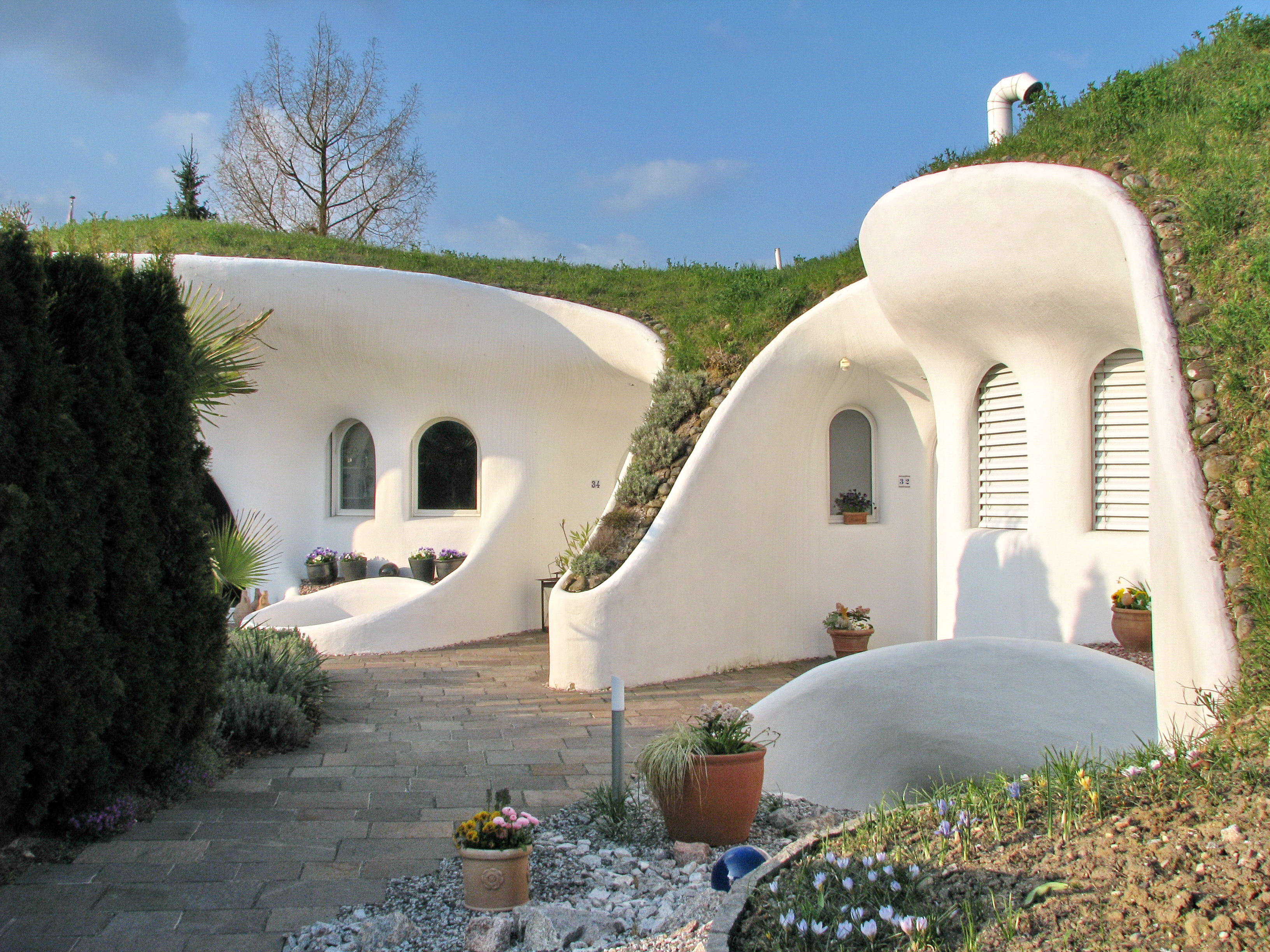
別の角度から
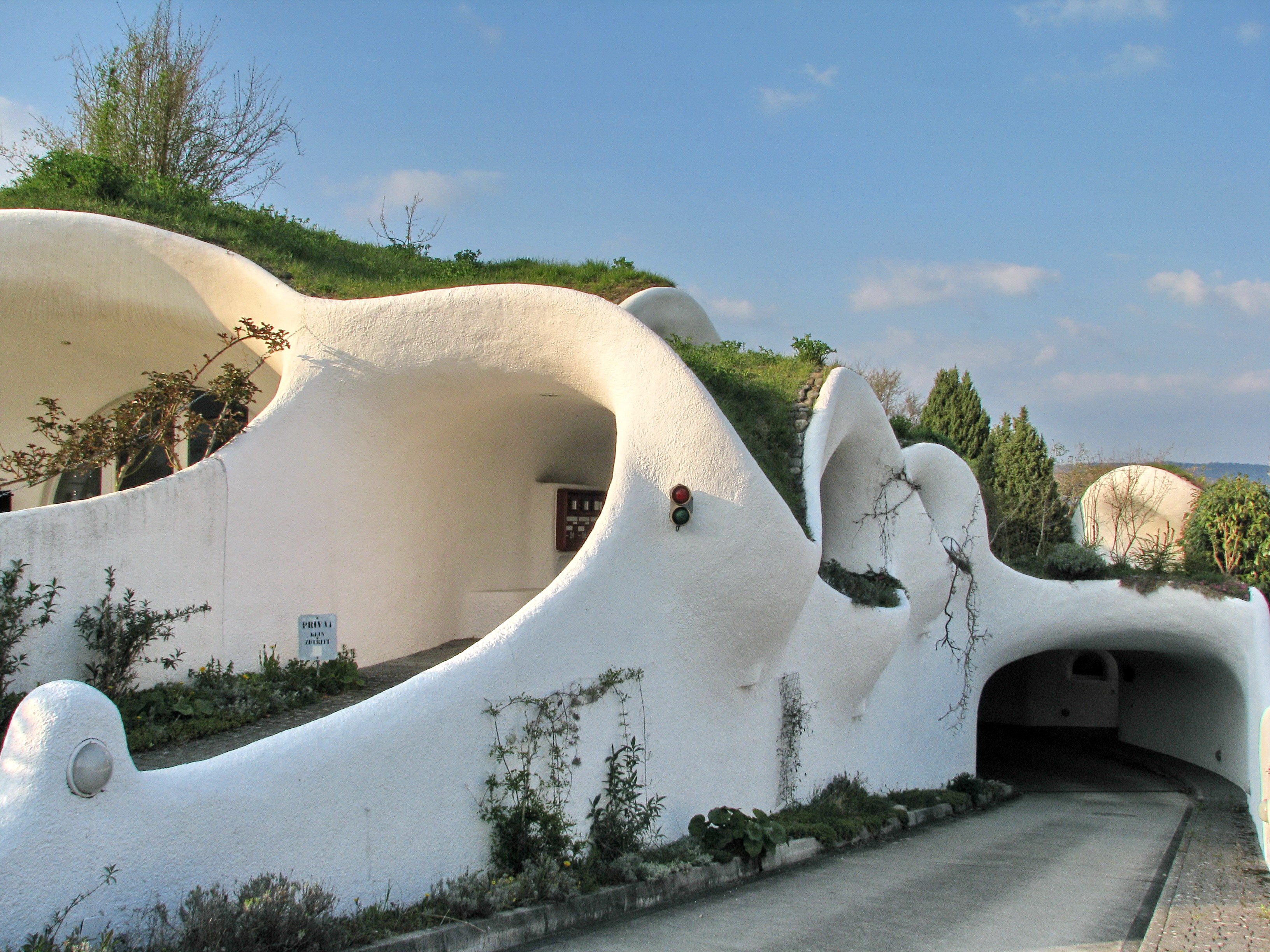
車庫